# Peenemünde (maják)
Maják Peenemünde se nachází v ústí průlivu Pěna mezi ostrovy Uznojem (Usedom) a pevninou zemského okresu Přední Pomořansko-Greifswald spolkové země Německa Meklenbursko-Přední Pomořansko nedaleko ostrova Ruden.
Maják je postaven na umělém ostrově vytvořeném z betonu a kamene. Zajišťuje bezpečný vjezd Pěninským průlivem do Štětínského zálivu, přístavů Volehošť (Wolgast, loděnice a přístav), v Peenemünde a dalších přístavů v průlivu.
Maják je ve správě WSA Stralsund. Maják není přístupný veřejnosti.

## Popis
Válcová betonová věž vysoká 11 m zakončená galerií a lucernou. Věž je natřena vodorovným bílým a červeným pruhem, lucerna je bílá. Přístup na maják je pouze z lodi.
V roce 2013 byla provedena generální oprava majáku.

## Data
Výška světelného zdroje 12 m n. m.
Interval 6 s (1+5)
Dosvit:
- bílé světlo 9 nm
- červené 6 nm
- zelené 5 nm